# Mikluchomaklaia gorochovi
Mikluchomaklaia gorochovi är en insektsart som beskrevs av Otte, D. 2007. Mikluchomaklaia gorochovi ingår i släktet Mikluchomaklaia och familjen syrsor. Inga underarter finns listade i Catalogue of Life.